# Ochthebius costipennis
Ochthebius costipennis är en skalbaggsart som beskrevs av Henry Clinton Fall 1901. Ochthebius costipennis ingår i släktet Ochthebius och familjen vattenbrynsbaggar. Inga underarter finns listade i Catalogue of Life.